# 楠木正理
楠木 正理（くすのき まさみち）は、室町時代の北畠家および後南朝の武将。楠木正成の直系の子孫で、父は伊勢楠木氏初代当主楠木正顕。

## 生涯
応永12年（1405年）、伊勢楠木氏初代当主楠木正顕の次男として生誕、兄の正重の同母弟、幼名は二郎（『全休庵楠系図』）。
娘がいたが別家し、菅生氏と号した（『全休庵楠系図』）。
兄の正重は桑名の刀工村正の弟子となり、弟の正威は嘉吉3年9月25日（1443年10月18日）、禁闕の変で討死（『全休庵楠系図』）。
弟と同じく後南朝の再興運動に参加。文安4年12月（1448年1月もしくは2月）、紀伊国北山八幡で討死（→護聖院宮#その後）、享年は数え43歳（『全休庵楠系図』）。